# William H. Smith
William Hugh Smith, né le 28 avril 1826 et mort le 1er janvier 1899, est un homme politique démocrate puis républicain américain (il est le premier gouverneur républicain de l'histoire de l’Alabama). Il est gouverneur de l'Alabama entre 1868 et 1870.

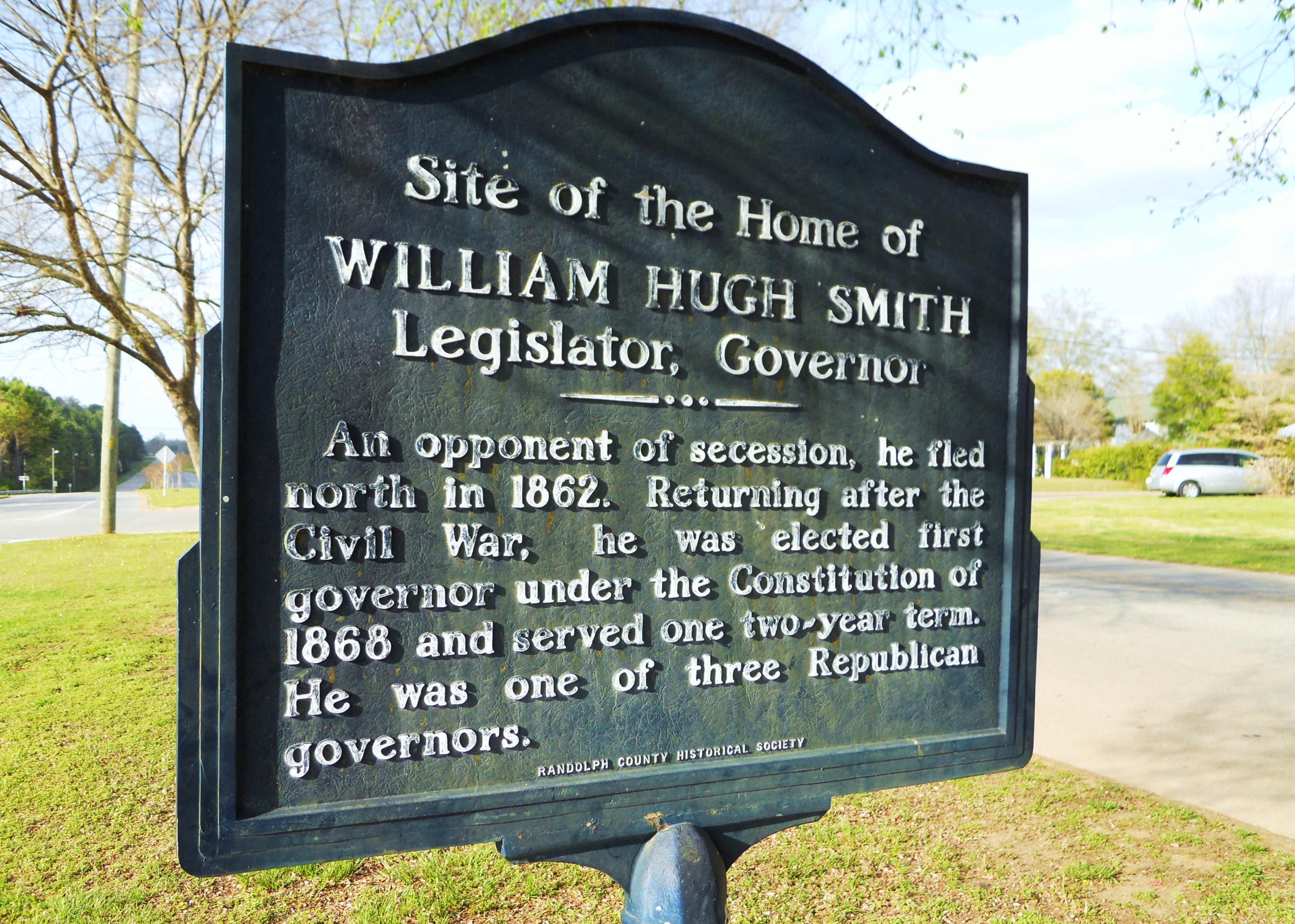
Plaque indiquant le site de l'ancienne demeure de William H. Smith.